# El Jardín, Argentina
El Jardín är en ort i Argentina.   Den ligger i provinsen Salta, i den norra delen av landet, 1 200 km nordväst om huvudstaden Buenos Aires. El Jardín ligger 880 meter över havet och antalet invånare är 1 022.
Terrängen runt El Jardín är kuperad åt nordväst, men åt sydost är den platt. Runt El Jardín är det mycket glesbefolkat, med 5 invånare per kvadratkilometer.. Närmaste större samhälle är Trancas, 17,7 km sydost om El Jardín.
I omgivningarna runt El Jardín växer i huvudsak lövfällande lövskog.